# Wolfgang Kayser
Pour les articles homonymes, voir Kayser.
Wolfgang Kayser, né le 24 décembre 1906 à Berlin et mort le 23 janvier 1960 à Göttingen, est un théoricien allemand de la littérature.

## Biographie
En 1932, Wolfgang Kayser passe sa thèse sur le poète baroque Georg Philipp Harsdörffer et en 1935, il reçoit une habilitation à diriger des recherches à la suite d'un travail sur l'histoire de la ballade allemande. Il adhère aux SA en 1933 et au NSDAP en 1937. Privatdozent à Leipzig en 1938, il part en 1941 diriger l'institut de la culture allemand à Lisbonne, et enseigne simultanément à l'université de Lisbonne.
En 1950, il obtient un chaire à l'université de Göttingen, où il enseigne jusqu'à sa mort, survenue dix ans plus tard. Tenant d'une interprétation immanente de l'œuvre, ses idées ont eu une grande influence en Allemagne jusque dans les années 1960.

## Œuvres
- Kleine deutsche Versschule, 1945 (Stuttgart: Uni-Taschenbücher, 2002.  (ISBN 3825217272)).
- Das sprachliche Kunstwerk. Eine Einführung in die Literaturwissenschaft, 1948 (Francke, 1992.  (ISBN 3772014259)).
- Entstehung und Krise des deutschen Romans, 1955.
- Das Groteske. Seine Gestaltung in Malerei und Dichtung, 1957 (Stauffenburg, 2004.  (ISBN 978-3860578018)).
- Die Vortragsreise. Studien zur Literatur, 1958, 306p.
- Die Wahrheit der Dichter. Wandlung eines Begriffes in der deutschen Literatur, 1959.